# Muk
A muk (hangul: 묵) különféle babfajtákból, makkból készült keményítőből, illetve hajdinából készített, kocsonyás állagú, zselészerű ételek neve a koreai gasztronómiában.

## Története
A muk az ínséges idők eledele volt a koreai történelemben, amikor kevés volt az élelem, különféle magvakból, gabonafélékből és gyökerekből kinyert keményítőből készítették. A keményítőt vízben felfőzték, majd edényekbe öntve hagyták kihűlni. Szójaszósszal, hagymával, fokhagymával és egyéb ízesítőkkel fogyasztották. A legismertebb a makkból készült tothorimuk (dotorimuk), mivel régen rengeteg tölgyfa volt megtalálható a Koreai-félszigeten. A koreai háború idejében is a túlélés egyik eszköze volt a makkból készített zselés étel. Az összegyűjtött makkot porrá őrölték, majd vízben beáztatták a keményítő kinyeréséhez, ezt követően a napon megszárították. A cshongphomuk (cheongpomuk) (vagy noktumuk (nokdumuk)) a koreai esküvők és 60. születésnapi ünnepségek állandó étele.

## Változatai
- tothorimuk (dotorimuk) (도토리묵): makkból készült keményítőből főzik[2]
- memilmuk (메밀묵): hajdinakeményítőből készül[2]
- noktumuk (nokdumuk) (녹두묵; más néven 청포묵, cshongphomuk (cheongpomuk)): mungóbabból készül[2]
  - hvangphomuk (hwanpomuk) (황포묵) vagy norang cshongphomuk (cheongpomuk):  (노랑청포묵): a mungóbab-keményítős vizet gardéniavirágból (Gardenia jasminoides) készült ételszínezékkel sárgára festik[3]

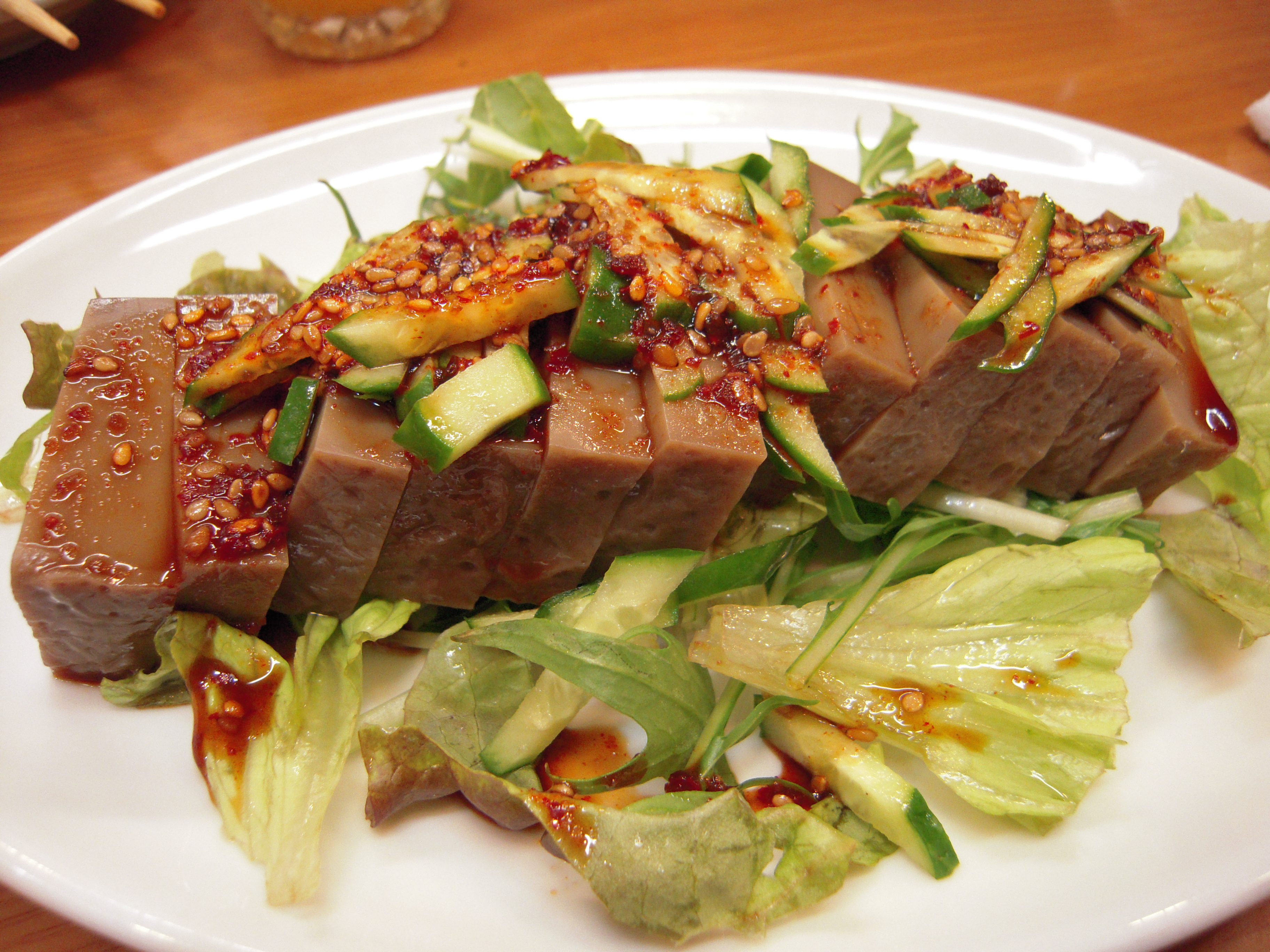
tothorimuk (dotorimuk) szójaszósszal, szezámmaggal
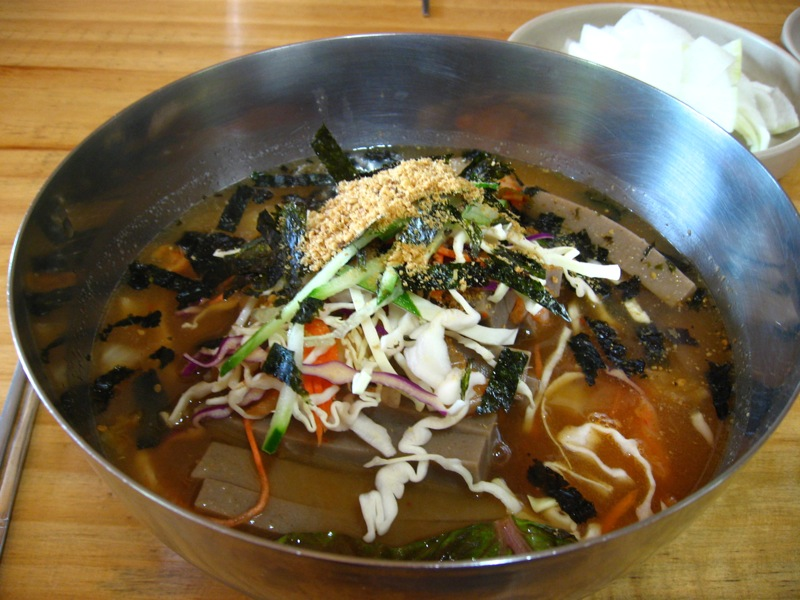
memil mukszabal (muksabal) (메밀 묵사발): leves memilmukból
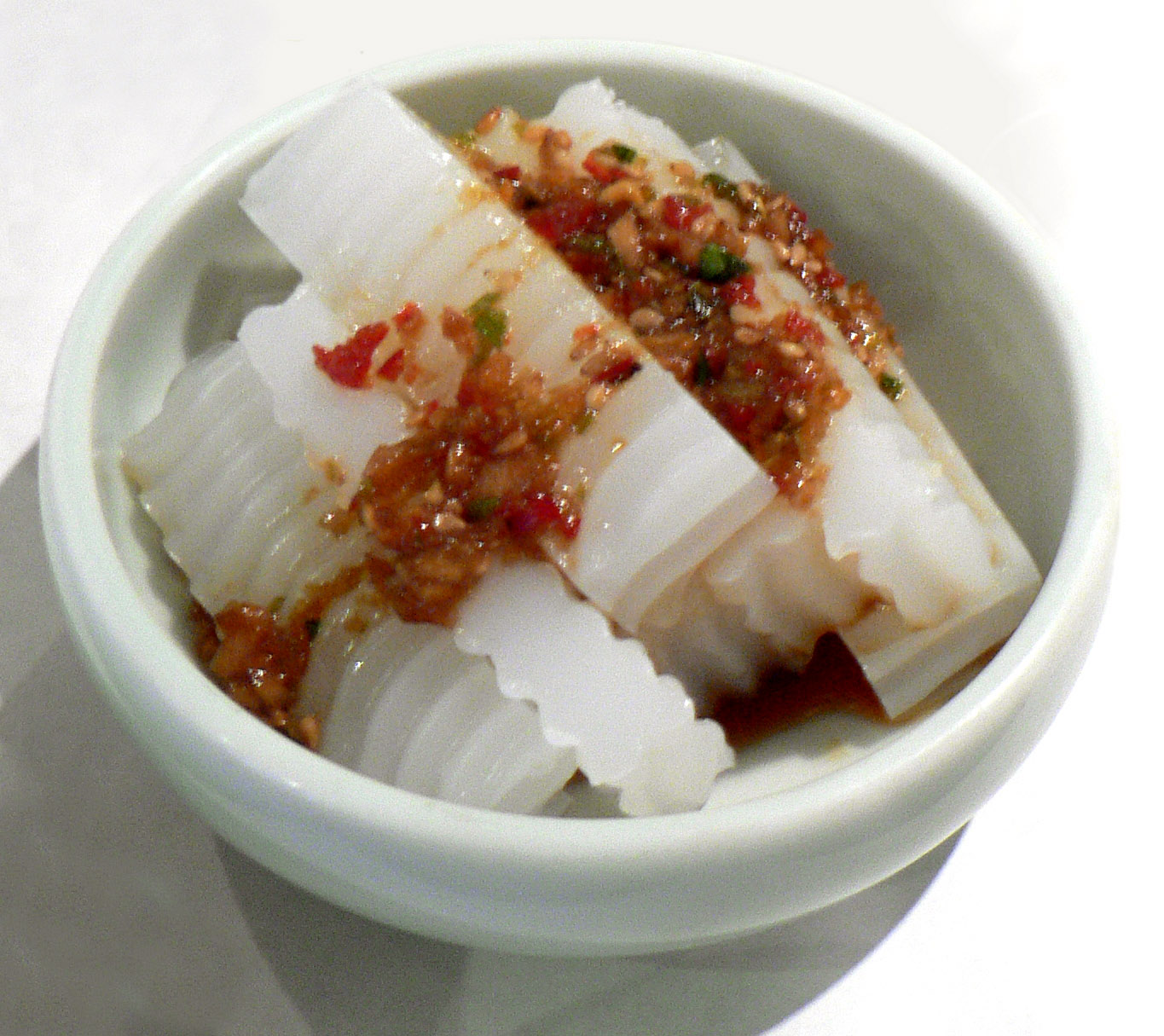
noktumuk (nokdumuk) (más néven cshongphomuk (cheongpomuk))
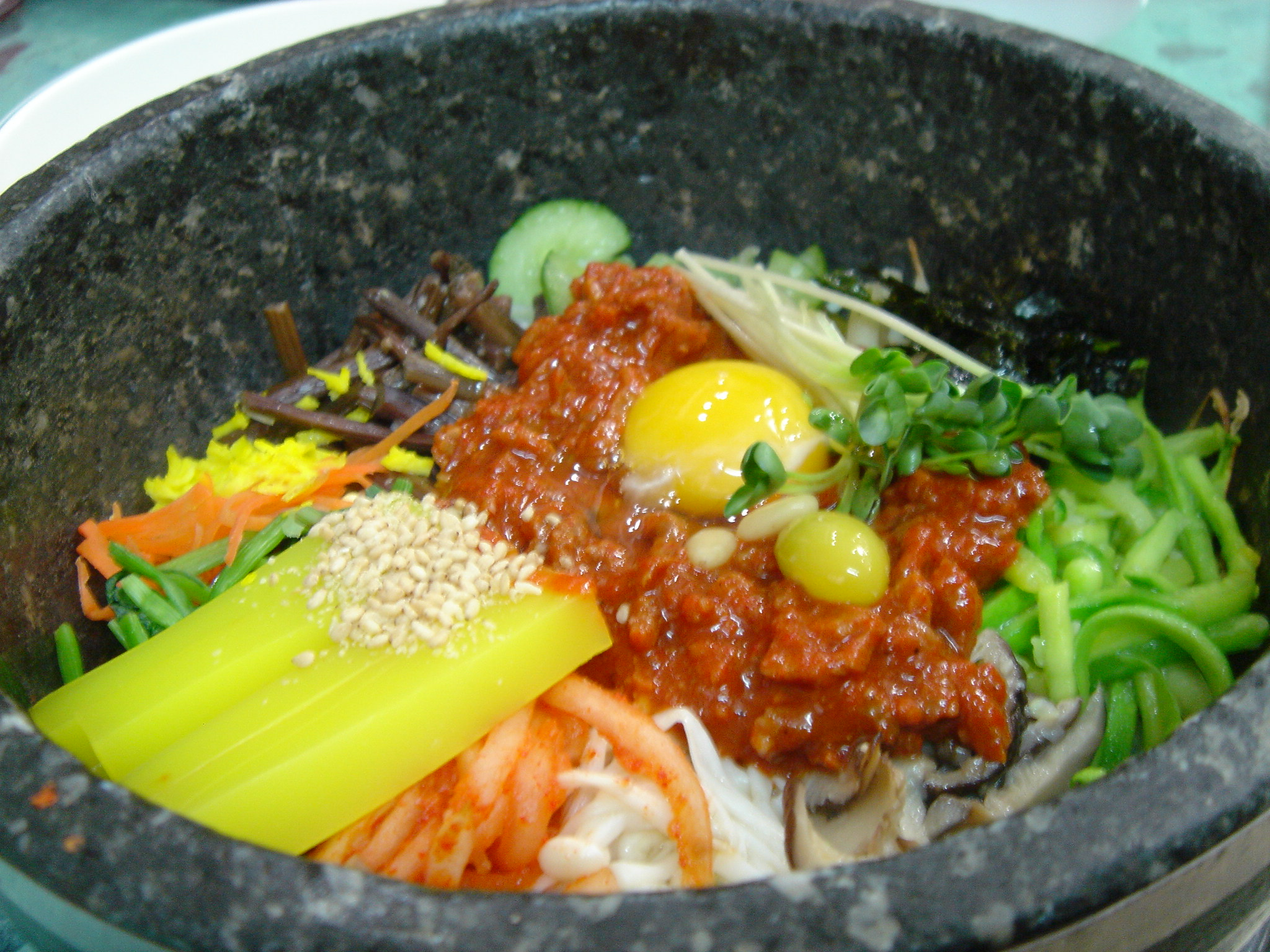
hvangphomuk (hwanpomuk) (baloldalt), pibimbap (bibimbap) alkotóelemeként